# Barnes City
Barnes City è un comune degli Stati Uniti d'America, situato nello Stato dell'Iowa, diviso tra la contea di Mahaska e la contea di Poweshiek.